# Autobahnkreuz Leverkusen-West
Das Kreuz Leverkusen-West ist ein Autobahnkreuz in Nordrhein-Westfalen. Hier kreuzen sich die Autobahn 59 (Duisburg – Bonn) und die A 1 (Heiligenhafen – Dortmund – Saarbrücken).

## Geographie
Das Kreuz liegt auf dem Gebiet der Stadt Leverkusen. Es befindet sich 10 km nördlich von Köln und ca. 30 km südlich von Düsseldorf. Somit liegt es inmitten der Metropolregion Rhein-Ruhr.
Es ist die nördliche Begrenzung des Kölner Autobahnrings. Folgt man der A 1 in Richtung Dortmund, so durchquert man hinter dem Kreuz Leverkusen das Bergische Land.

## Heutiger Zustand (und nahe Planungen)
Die von Süd-West nach Nord-Ost laufende A 1 ist 6-spurig ausgebaut.
Die nach Norden abgehende A 59 ist 4-spurig ausgebaut.
Das AK besteht eigentlich aus zwei Autobahndreiecken, einem Westteil (Verknüpfung mit der L 293) und einem Ostteil (Verknüpfung mit der A 1), da der gesamte Überleitungsbereich wie eine Autobahnauffahrt aussieht.
Im Zuge des geplanten und dringend erforderlichen Neubaus der Rheinbrücke Leverkusen auf der A1 ist auch eine Umgestaltung der A1 zwischen der Rheinbrücke und dem Autobahnkreuz Leverkusen in der konkreten Planung, wobei dann auch das Kreuz Leverkusen-West umgestaltet werden muss.

## Geplanter, aber nicht realisierter Ausbau A59
Ursprünglich war geplant, die A59 bis zur A 3 bei Köln-Mülheim zu verlängern und diese dann bis zum Dreieck Heumar parallel verlaufen zu lassen. So sollte die Lücke zum südlichen Teil der A 59 bis Bonn geschlossen werden. Diese Planungen wurden jedoch verworfen. Heute endet die A 59 nach dem Kreuzungsbereich und geht in die Landesstraße 293 über.

## Besonderheiten
Das Autobahnkreuz liegt in unmittelbarer Nähe des Bayer Chemiepark Leverkusen und des Sportparks Leverkusen, mit der BayArena, dem Heimstadion von Bayer 04 Leverkusen, und der Smidt-Arena.
Der westliche Teil des Autobahnkreuzes liegt direkt am Rhein, auch die Autobahn 1 überquert in Richtung Euskirchen nach Verlassen des Autobahnkreuzes den Rhein.

## Verkehrsaufkommen
| Von                            | Nach                 | Durchschnittliche tägliche Verkehrsstärke | Durchschnittliche tägliche Verkehrsstärke | Durchschnittliche tägliche Verkehrsstärke | Anteil Schwerlastverkehr | Anteil Schwerlastverkehr | Anteil Schwerlastverkehr |
| Von                            | Nach                 | 2005                                      | 2010                                      | 2015                                      | 2005                     | 2010                     | 2015                     |
| ------------------------------ | -------------------- | ----------------------------------------- | ----------------------------------------- | ----------------------------------------- | ------------------------ | ------------------------ | ------------------------ |
| AK Leverkusen (A 1)            | AK Leverkusen-West   | 099.100                                   | 101.600                                   | keine Daten                               | 13,5 %                   | 12,8 %                   | keine Daten              |
| AK Leverkusen-West             | AS Köln-Niehl (A 1)  | 116.500                                   | 119.400                                   | 111.900                                   | 11,0 %                   | 11,8 %                   | 4,0 %                    |
| AS Leverkusen-Rheindorf (A 59) | AK Leverkusen-West   | 044.800                                   | 046.400                                   | 048.600                                   | 06,9 %                   | 06,5 %                   | 5,1 %                    |
| AK Leverkusen-West             | Autobahnende (L 293) | 023.000                                   | 022.700                                   | 024.400                                   | 02,6 %                   | 03,7 %                   | 4,9 %                    |